# Inałbiek Szerijew
Inałbiek Asłanowicz Szerijew (ros. Иналбек Асланович Шериев, ur. 18 stycznia 2001) – rosyjski zapaśnik walczący w stylu wolnym. 
Brązowy medalista mistrzostw świata w 2024. 
Mistrz świata U-23 w 2023. Mistrz Europy U-23 w 2024 i trzeci w 2021. Wicemistrz świata kadetów w 2018. Mistrz Rosji w 2024 i drugi w 2023 roku.